# Listă de politicieni albanezi implicați în scandaluri publice
Aceasta este o listă de politicieni albanezi implicați în scandaluri publice:

## Vice prim-miniștri
- Ilir Meta - în anul 2011 a fost publicată de mas media o înregistrare video, în care se putea vedea cum vicepremierul de atunci, Ilir Meta, și fostul ministru al Energiei pun la cale măsluirea licitației pentru construcția unei hidrocentrale.[1]